# Пальфи, Пал фон Эрдёд
Пал Пальфи фон Эрдёд (венг. Paul Pálffy von Erdöd; 19 января 1592 (или конец 1580-х), Замок Червени-Камень в Верхней Венгрии (Словакии), Венгерское королевство — 26 ноября 1653, Прессбург, Венгерское королевство) — венгерский государственный деятель, виночерпий (1625–1641), королевский судья (1646–1649), палатин Венгрии (1649–1653), граф Пожоня.

## Биография
Представитель разветвлённого древнего рода венгерских баронов Пальфи. Его отец Миклош Пальфи, один из предводителей первых войн Габсбургов с турками.
В 1625 году Палфи был избран председателем Венгерской судебной палаты. В 1630 году уполномочен государственными властями наблюдать за замком Прессбург, сгоревшим в 1593 году . 6 февраля 1646 года Палффи был назначен главным провинциальным судьей (Judex Curiae).
Служил гехаймратом, камергером (1641–1646), комендантом замка в Прессбурге. С 1650 года — Рыцарь Золотой шпоры.
Между 1646 и 1649 годами был королевским судьёй при императоре Священной Римской империи Фердинанде III. В 1649 году стал палатином Венгрии, в 1650 году награждён орденом Золотого руна.